# Adreß- und statistisches Handbuch für den Rezatkreis im Königreich Baiern
Das Adreß- und statistische Handbuch für den Rezatkreis im Königreich Baiern wurde im September 1820 veröffentlicht. Der Autor ist unbekannt. Das Buch hat einen Umfang von 408 Seiten zuzüglich eines am Schluss befindlichen Anhangs bestehend aus einer Berichtigung, Liste von Maßeinheiten und deren Umrechnung, einer Übersicht der geltenden Zivil- und Kriminalgesetze (S. I–CXII), einem Ortsregister und einer Karte. Es ist in deutscher Sprache geschrieben und in Frakturschrift gesetzt.

## Werkbeschreibung
Das Handbuch ist durch ein vorangehendes Inhaltsverzeichnis gut erschlossen. Es bietet eine Liste sämtlicher Behörden und kirchlicher Strukturen des Rezatkreises mit dem jeweils derzeit verantwortlichen Personal. Die einzelnen dem Rezatkreis inbegriffenen Orte werden diesen zugeordnet, für die Landgerichte und Pfarreien werden sämtliche Orte berücksichtigt. Bei den Landgerichten werden die Orte den jeweiligen Ruralgemeinden zugeordnet und der Ortstyp und die Zahl der Feuerstellen angegeben. Eine Überprüfung ergibt, dass die Angaben vom Alphabetischen Verzeichniß aller im Rezatkreise […] enthaltenen Ortschaften übernommen wurden. Dadurch ergeben sich auch hier dieselben Unschärfen in der Klassifizierung der Ortstypen. Die Schreibweise der Ortsnamen stammt jedoch (meist auch) aus anderen Quellen. An Ortstypen wird unterschieden zwischen Mühle (M.), Einöde (E.), Weiler (W.), Dorf (D.), Kirchdorf (Krchd.), Pfarrdorf (Pfd.), Markt (Mkt.) und Stadt (St.). Sollte ein Ort ein Ritter- oder Herrschaftssitz sein, so wird dies angegeben.

## Ausgabe
- Adreß- und statistisches Handbuch für den Rezatkreis im Königreich Baiern. Kanzlei Buchdruckerei, Ansbach 1820 (Digitalisat).